# Oldřich Lajsek
Oldřich Lajsek (Tsjechische uitspraak: lai•sek) (Křesetice, 8 februari 1925 – Praag, 2 oktober 2001) was een Tsjechische schilder, designer, graficus en kunstleraar. Hij werd lid van de Unie van Tsjecho-Slovaakse Creatieve Artiesten in 1954. Hij was voorzitter van een artistieke gemeenschap genaamd De Groep van Acht Kunstenaars. In 1985 werd hij onderscheiden met de Tsjechische nationale eer voor excellent werk. Tijdens zijn leven heeft hij meer dan 3000 kunstwerken gecreëerd, waarvan er meer dan 1800 naar privécollecties zijn gegaan.

## Leven
Lajsek werd geboren in Křesetice, een dorp vlak bij Kutná Hora in Midden-Bohemen, in een handelaarsfamilie. Hij studeerde in 1944 af aan een middelbare school Kutná Hora. Tijdens de Tweede Wereldoorlog was hij lid bij een verzetsorganisatie, genaamd “De Vuist”. Na de Tweede Wereldoorlog vertrok hij naar Praag, waar hij werkte bij de Tsjecho-Slovaakse Industriële Unie. Vanaf 1946 studeerde hij aan de Karelsuniversiteit Praag. Gedurende deze tijd ontdekte hij zijn artistiek talent. Hij studeerde af in 1950. Vanaf 1955 is hij professor geweest aan de School of Applied Arts in Praag. In 1966 behaalde hij een graad in economie, waarna hij werkte als leraar.
Lajsek behaalde vrij vroeg succes met zijn kunst. In 1955 werd hij toegelaten tot de Štursa society, en later tot het VI Center. Hij deed mee aan een competitie voor renovatie van gebouw van het Nationaal Theater (Praag). Sinds 1954 was hij lid van de Unie van Tsjecho-Slovaakse Creatieve Artiesten, en in 1960 richtte hij zijn eigen artistieke gemeenschap, De Groep van Acht Kunstenaars, waarvoor hij functioneerde als voorzitter. Het doel van deze gemeenschap was voornamelijk het opzetten van onderwijzende artistieke evenementen voor het platteland, en het vinden van nieuwe exhibitieplaatsen. In 1985 werd hij door de president der republiek onderscheiden met de nationale eer voor excellent werk. Hij overleed 2 oktober 2001 op 76-jarige leeftijd in Praag.

## Schilderstijlen
Zijn kunstwerken waren erg divers qua genres. Hij was erg gewijd aan abstract schilderen, realisme, surrealisme, etc. Zijn bekendste kunstwerken waren echter landschapschilderingen. Hierin was hij een van de meest bekende schilders in Tsjecho-Slowakije in zijn tijd. Hij putte inspiratie uit verschillende regio's: uit zijn thuis in Midden-Bohemen, uit de Praagse straten, en uit zijn reizen naar Griekenland en Joegoslavië.
- International Standard Name Identifier: 0000 0000 5676 2224
- Nationale Bibliotheek van Tsjechië: xx0078172
- Virtual International Authority File: 85814267